# 近壮灯鱼
近壮灯鱼（学名：Hygophum proximum）为輻鰭魚綱燈籠魚目灯笼鱼科壮灯鱼属的鱼类。分布于印度洋和太平洋暖水区以及南海等海域，垂直分布约1000-0米，體長可達5公分。

## 扩展阅读
維基物種上的相關：近壮灯鱼